# A. J. Myers
A. J. Myers ist ein US-amerikanischer Pokerspieler. Er ist zweifacher Braceletgewinner der World Series of Poker.

## Pokerkarriere

### Werdegang
Myers gewann Mitte Mai 1980 gemeinsam mit Lynn Harvey das in der Variante No Limit Hold’em gespielte Mixed Doubles der World Series of Poker (WSOP) im Binion’s Horseshoe in Las Vegas. Dafür erhielten beide jeweils ein Bracelet sowie eine geteilte Siegprämie von knapp 15.000 US-Dollar. Im Jahr darauf war der Amerikaner erneut siegreich und entschied ein Event in Limit Seven Card Stud der WSOP 1981 mit einem Hauptpreis von 67.500 US-Dollar für sich, was ihm sein zweites Bracelet einbrachte. Bei der WSOP 1982 erreichte er im Main Event den Finaltisch und beendete ihn auf dem mit 52.000 US-Dollar dotierten fünften Platz. Nach seinem zweiten Rang beim Mixed Doubles der WSOP 1983, den er gemeinsam mit Cheryl Davis errang, erzielte er mit Platz acht beim Stairway to the Stars 1986 in Las Vegas seine bis dato letzte Geldplatzierung. Über sein weiteres Leben ist nichts bekannt.
Insgesamt hat sich Myers mit Poker bei Live-Turnieren mehr als 130.000 US-Dollar erspielt.

### Braceletübersicht
Myers kam bei der WSOP viermal ins Geld und gewann zwei Bracelets:
| Jahr | Buy-in (in $) | Turnier                        | Teilnehmer | Preisgeld (in $)              |
| ---- | ------------- | ------------------------------ | ---------- | ----------------------------- |
| 1980 | 0600          | Mixed Doubles No-Limit Hold’em | 41         | 14.760geteilt mit Lynn Harvey |
| 1981 | 5000          | Limit Seven Card Stud          | 27         | 67.500                        |